# Galliano Parigi
Galliano Parigi (Firenze, 5 gennaio 1919 – ...) è stato un calciatore italiano, di ruolo centrocampista.

## Caratteristiche tecniche
Giocava come mediano.

## Carriera
Dopo aver giocato per due anni nelle giovanili della Fiorentina (dal 1936 al 1938), nella stagione 1938-1939 esordisce in prima squadra, collezionando 4 presenze nel campionato di Serie B, che i viola vincono venendo promossi in Serie A. L'anno seguente gioca una partita in Serie C ad Olbia, mentre nella stagione 1940-1941 veste la maglia del Cecina, con cui gioca 25 partite in terza serie e segna anche un gol, il suo primo in carriera in campionati professionistici. Nella stagione 1941-1942 torna alla Fiorentina, in Serie A, dove però non viene mai impiegato in partite ufficiali. Nella stagione 1942-1943 viene poi ceduto al Pontedera, con cui disputa 20 incontri in Serie C. Passa quindi al Suzzara, con cui nella stagione 1943-1944 gioca in totale 10 partite nel campionato di Divisione Nazionale; successivamente torna alla Fiorentina, con cui nella stagione 1944-1945 gioca stabilmente da titolare (10 presenze) nel Campionato toscano di guerra, che viene vinto dalla sua squadra al termine della finale regionale del 29 luglio 1945 contro la Pro Livorno. Rimane con i bianconeri emiliani anche al termine del secondo conflitto mondiale, disputando 15 partite in Serie B-C Alta Italia (la seconda serie) nel corso della stagione 1945-1946. A fine stagione lascia il Suzzara e fa ritorno al Pontedera, con cui nella stagione 1946-1947 totalizza 23 presenze e 3 reti nel campionato di Serie C; nel campionato seguente gioca ulteriori 12 partite in questa categoria, prima di andare a chiudere la carriera nel Castelfiorentino, con cui nella stagione 1948-1949 disputa il campionato di Promozione, massimo campionato regionale dell'epoca.

## Palmarès

### Club

#### Competizioni nazionali
- Serie B: 1

Fiorentina: 1938-1939

#### Competizioni regionali
- Campionato toscano di guerra: 1

Fiorentina: 1944-1945